# Саватије Тверски
Саватије Тверски (рус. Савватий Тверской; 14. век — око 1434.) је светитељ Руске православне цркве, оснивач Саватијевог скита.
Канонизован је од стране Руске православне цркве као светац. Успомена на Светог Саватија празнује се 2. (15.) марта (по јулијанском календару).

## Биографија
О његовом детињству и световном животу нису сачувани готово никакви подаци, а остали биографски подаци о њему су веома оскудни и фрагментарни. Тверска област се сматра родним местом Саватија, али где је тачно рођен, чији је син био и од ког доба се посветио монашким делима, о томе нема података. Познато је само да је Саватије, пре него што се настанио у пустињи, кренуо на путовање у Јерусалим и одатле донео честицу животворног крста Господњег. Пре пута и извесно време по повратку из Јерусалима, Саватије је био монах Тверског Оршинског манастира.

## Саватијевска пустиња
Желећи самоћу, повукао се у пустињски крај неколико километара од манастира Оршин, ближе Тверу, и ту лично уредио за себе малу келију. Временом су у његовој близини почели да се насељавају и други монаси, подигнута је црква и основана Саватијева испосница, која је због строгости и светости правила свог ктитора била толико позната да су свети Корнилије Комелски и Јосиф Волоколамски и друге истакнуте верске личности тог времена долазиле да у њој проучавају монашки живот.
Отац Саватије је својим подвизима и усрдном молитвом служио за пример свима: био је неуморан у раду, исцрпљивао се строгим постом и уздржањем, а на телу је носио тешке гвоздене окове (вериге приписане монаху послате су Светом Сабору 1848. године и чуване у његовом Архиву).
Година смрти Савватија Тверског није тачно позната: неки извори указују да је умро најкасније 1409. године, други - најкасније 1434. године.
Мошти св. оца Саватија чувају се у манастиру светог Саватија.
Касније је манастир укинут и претворен у парохијску цркву у селу Саватијева, а после Октобарске револуције многе зграде су порушили бољшевици (укључујући и све старе цркве и ћелије (шумске земунице) монаха).
Тренутно су у току радови на рестаурацији скита.